# Erc mac Cairpri
Erc mac Cairpri è un personaggio del Ciclo dell'Ulster della mitologia irlandese. Era figlio di Cairbre Nia Fer, re di Tara, e di sua moglie Fedelm Noíchrothach, figlia di  Conchobar mac Nessa, re dell'Ulster. Dopo che Cairpre fu ucciso dall'eroe dell'Ulster  Cúchulainn nella battaglia di Ros na Ríg, Erc si insediò come nuovo sovrano di Tara, prendendo in moglie la figlia di Cúchulainn, giurando fedeltà e alleanza al nonno. Tuttavia, in seguito cospirò con Lugaid mac Con Roí per uccidere Cúchulainn. Fu poi ucciso per vendetta da Conall Cernach, figlio adottivo di Cúchulainn. Quando Conall portò a Tara la sua testa, sua sorella Achall morì per disperazione o comunque si suicidò.